# Фол
Фол (англ. foul от foul play «нечестная игра» от английского «фол-плей») — нарушение правил игры.

## Баскетбол
В баскетболе фол — это несоблюдение правил вследствие персонального контакта с соперником и/или неспортивного поведения. Правилами баскетбола запрещается бить соперника по рукам, толкать его, держать руками, наступать на ноги, встречать ногой (и прямой, и согнутой в колене). Игроку, допустившему любое из подобных нарушений, объявляется персональное замечание (фол).
Виды фолов:
- персональный;
- в нападении;
- обоюдный;
- технический;
- неспортивный;
- дисквалифицирующий.

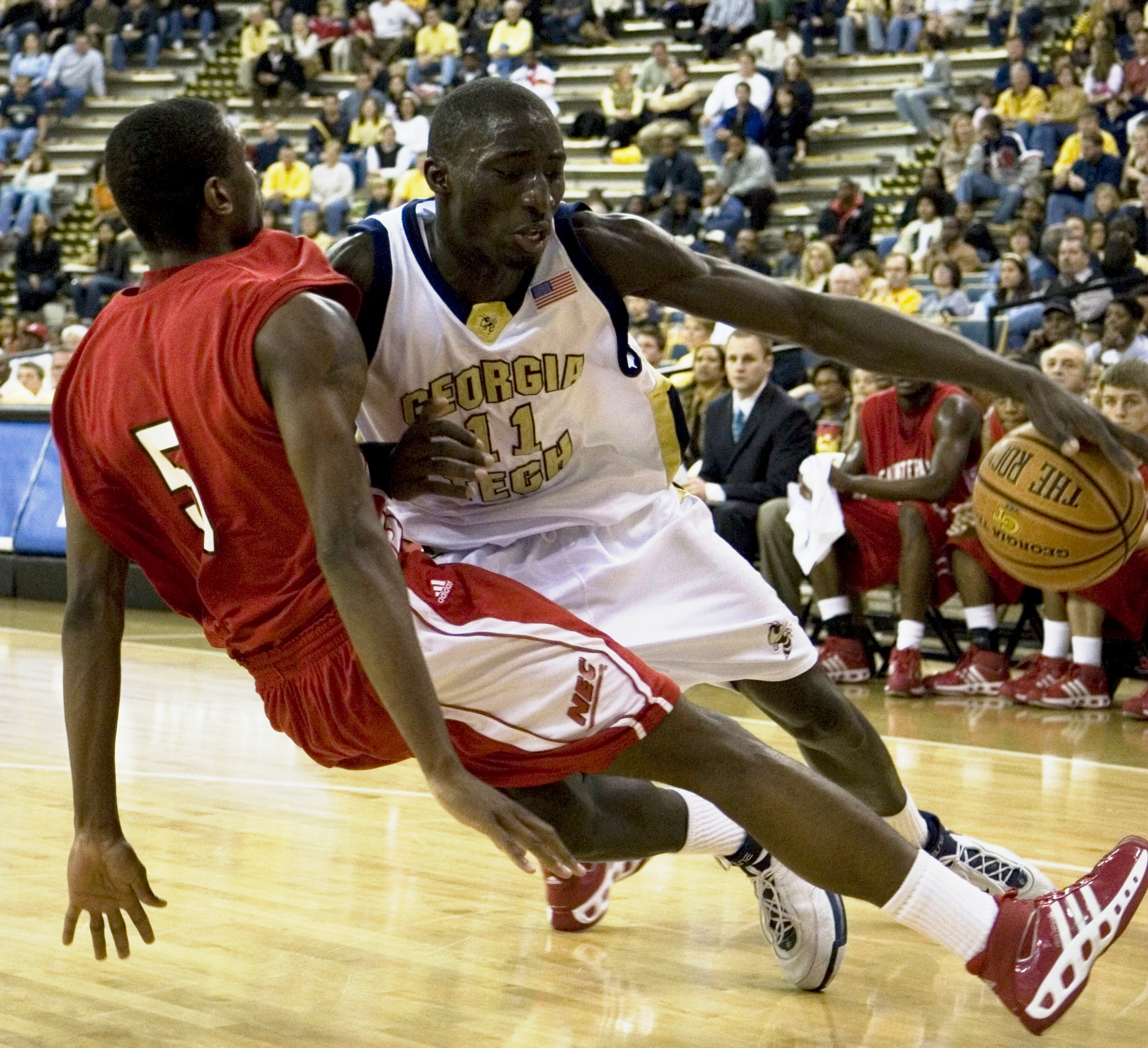
Фол в нападении

Игрок, получивший 5 персональных фолов (6 фолов в НБА) в матче, должен покинуть игровую площадку и не может принимать участие в матче (но при этом ему разрешается остаться на скамейке запасных). Игрок, получивший дисквалифицирующий фол, должен покинуть место проведения матча (игроку не разрешается остаться на скамейке запасных). Игрок, удаленный с площадки может быть заменен запасным игроком.
Тренер дисквалифицируется, если:
- он совершит 2 технических фола;
- официальное лицо команды или запасной игрок совершат 3 технических фола;
- тренер совершит 1 технический фол и официальное лицо команды или запасной игрок совершат 2 технических фола.

Каждый фол идет в счет командных фолов, за исключением технического фола, полученного тренером, официальным лицом команды или игроком на скамейке запасных.
Персональный фол — фол, вследствие персонального контакта.
Наказание:
Если фол совершен на игроке, не находящемся в стадии броска, то:
- если команда не набрала 5 командных фолов в четверти или фол совершен игроком, команда которого владела мячом, то пострадавшая команда производит вбрасывание;
- в противном случае пострадавший игрок выполняет 2 штрафных;

Если фол совершен на игроке, находящемся в стадии броска, то:
- если бросок был удачным, он засчитывается, и пострадавший игрок выполняет 1 штрафной;
- если бросок был неудачным, то пострадавший игрок выполняет такое количество штрафных бросков, сколько очков заработала бы команда, будь бросок удачным.

Фол в нападении дается:
- при захвате или заплетании руки или локтя защитника для получения незаслуженного преимущества;
- при отталкивании нападающего от защитника с целью помешать ему сыграть или попытаться сыграть в мяч или с целью создать больше пространства между собой и защитником;
- при использовании вытянутой руки и кисти во время ведения с целью помешать сопернику установить контроль над мячом.

Обоюдный фол
Обоюдным фолом является ситуация, в которой два игрока соперничающих команд совершают персональные фолы друг против друга приблизительно в одно и то же время. Персональным фолом должен быть наказан каждый провинившийся игрок. Никакие штрафные броски не предоставляются.
Неспортивный фол — это персональное замечание игроку, который, по мнению судьи, не пытался законным образом сыграть в мяч в соответствии с правилами
Наказание:
Если фол совершен на игроке, находящемся в стадии броска, то поступают так же, как и в случае персонального фола.
Если фол совершен на игроке, не находящемся в стадии броска, то пострадавший игрок выполняет 2 броска.
После выполнения штрафных бросков мяч вбрасывает пострадавшая команда из-за пределов площадки на продолжении центральной линии. Исключение составляют фолы, совершенные до начала первого периода. В этом случае после штрафных бросков проводится розыгрыш спорного броска (как и в случае нормального начала игры).
Если игрок в течение одного матча совершает 2 неспортивных фола, он должен быть дисквалифицирован.
Дисквалифицирующий фол — это фол, вследствие вопиющего неспортивного поведения. Дисквалифицирующий фол может получить игрок, запасной, тренер или официальное лицо команды.
Наказание:
Количество штрафных и вбрасывание после них назначаются аналогично неспортивному фолу.
Технический фол — фол, не вызванный контактом с соперником. Это может быть неуважение к судьям, сопернику, задержка игры, нарушения процедурного характера.
Наказание:
Любой игрок команды, не нарушившей правила, пробивает 2 штрафных броска. После выполнения бросков сбрасывание производится аналогично неспортивному фолу.

## Бильярд
Зависит от правил конкретной разновидности бильярдной игры.
В снукере фолом считаются: падение битка в лузу, непопадание битка по прицельному шару, попадание битка по неочередному шару, пропих (удар по шару, находящийся в непосредственном контакте с битком), перескок битка над очередным шаром, выбивание любого шара со стола, отрыв обеих ног игрок от пола в момент удара.

## Футбол

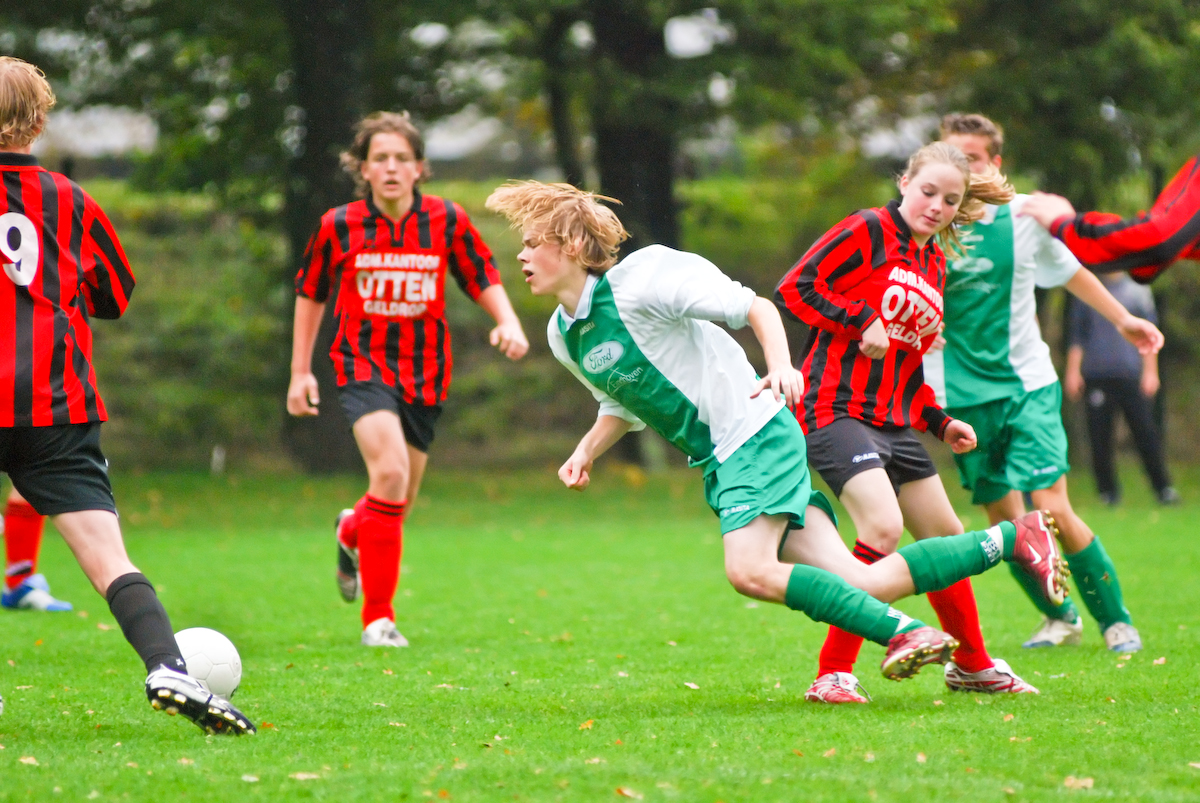
Футболистка нарушает правила, совершая подножку.

В футболе фолом считаются грубые толчки, подножки, удары по противнику и тому подобное.

## Рэндзю
В рэндзю фол — не только факт нарушения правил, но и термин, обозначающий ход, который запрещён игроку, играющему чёрным цветом. Пункт, в который запрещён ход играющему чёрным цветом, называется фоловым пунктом. Запрещены (являются фолом) следующие ходы:
- длинный ряд (непрерывная последовательность из более чем 5 камней одного цвета);
- вилка 3×3 (две тройки, каждая из которых может быть одним разрешённым, то есть не фоловым, ходом достроена до открытой четвёрки);
- вилка 4×4 (две четвёрки, каждая из которых может одним ходом быть достроена до пятёрки);

## Армрестлинг
В армрестлинге фол означает предупреждение за нарушение. К таким может относиться отрыв локтя от подушки, фальстарт, уход от борьбы (специальный разрыв захвата) и другие нарушение правил борьбы. Рефери, после каждого фола, останавливает поединок, уведомляя спортсменов о фоле командой "one foul" и "two foul", указав на спортсмена, который нарушил. 2 фола - техническое поражение поединка.